# 戴尔维尔 (阿拉巴马州)
戴尔维尔（英文：Daleville），是美国阿拉巴马州下属的一座城市。面积约为14.09平方英里（约合36.49平方公里）。根据2010年美国人口普查，该市有人口5,295人，人口密度为375.83/平方英里（约合145.11/平方公里）。